# Rulandské modré

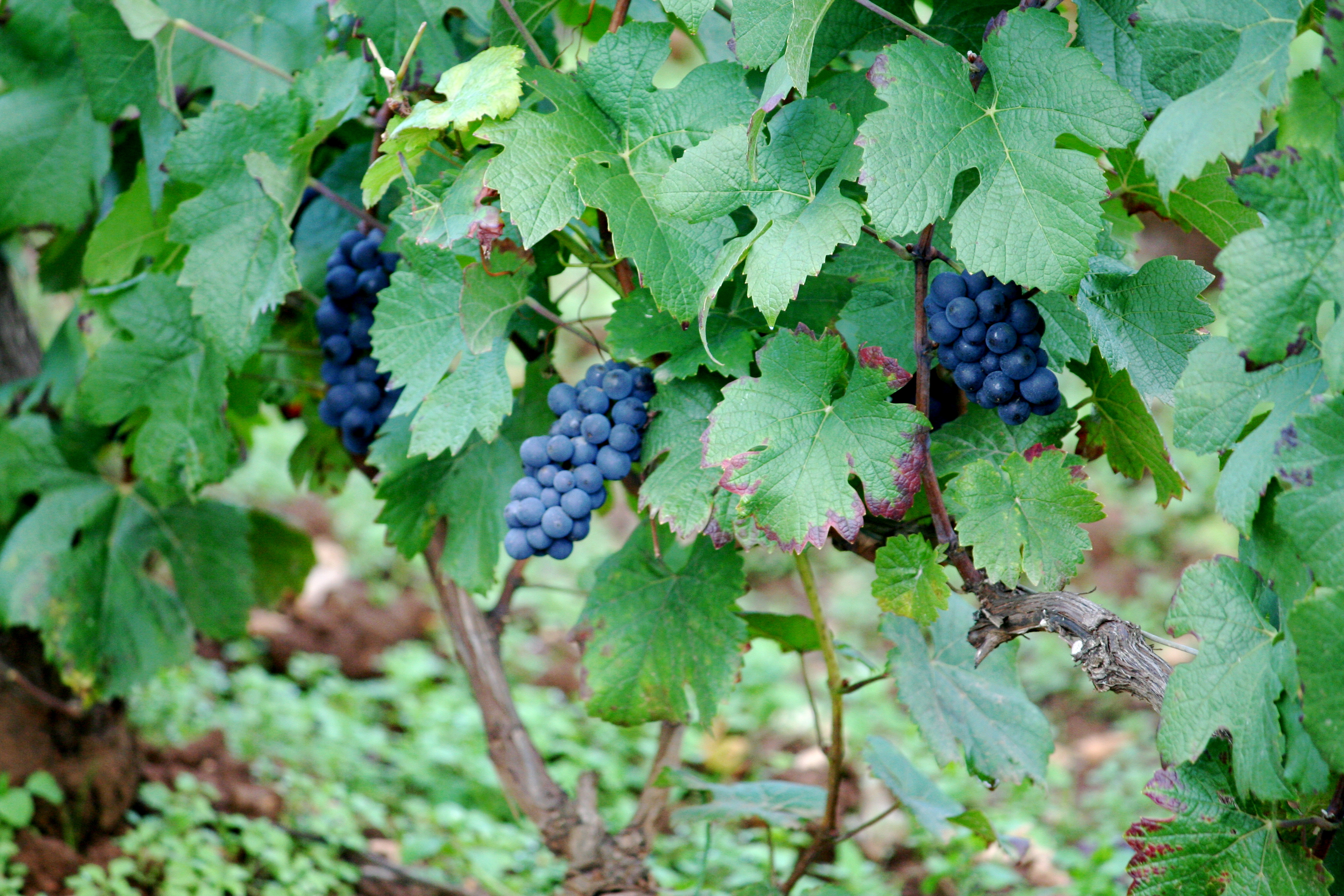
Pinot Noir, Côte de Beaune, Burgundsko, Francie

Rulandské modré (zkr. RM, mezinárodně používaný název Pinot Noir) je starobylá, středně pozdní moštová odrůda révy vinné (Vitis vinifera), pocházející pravděpodobně z oblasti Burgundska. Odrůda je tradičně používána k výrobě červených a růžových vín, ale je též jednou ze tří odrůd povolených k výrobě francouzských klasických šumivých vín v oblasti Champagne.

## Popis

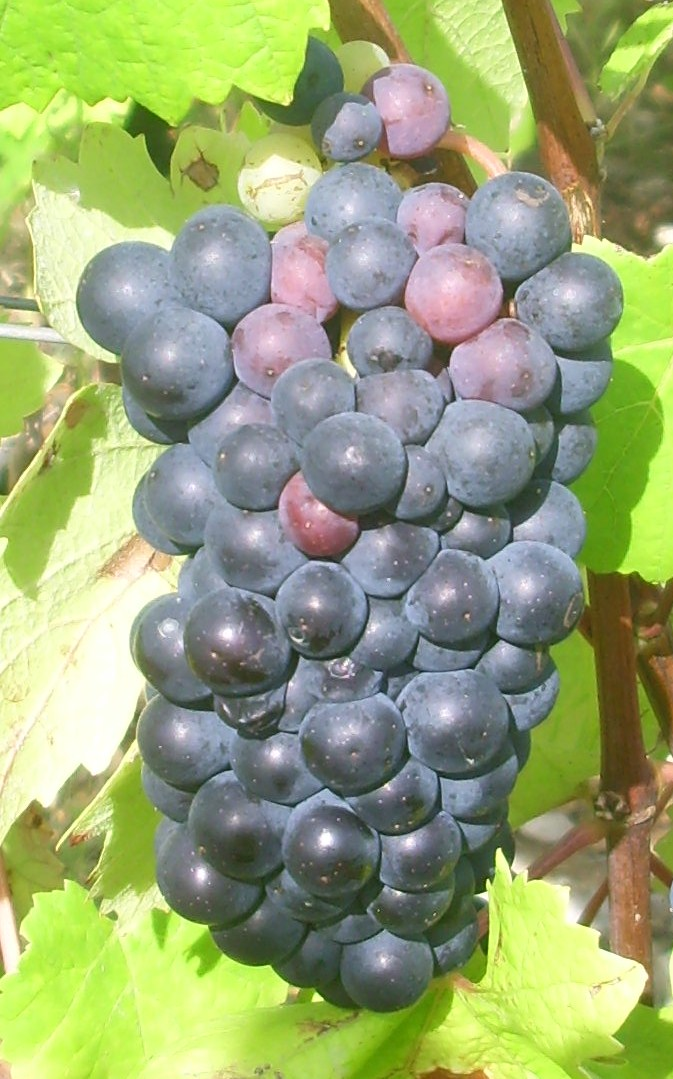
Hrozen odrůdy Pinot Noir, Saint-Martin-sous-Montaigu (AOC Mercurey), Francie

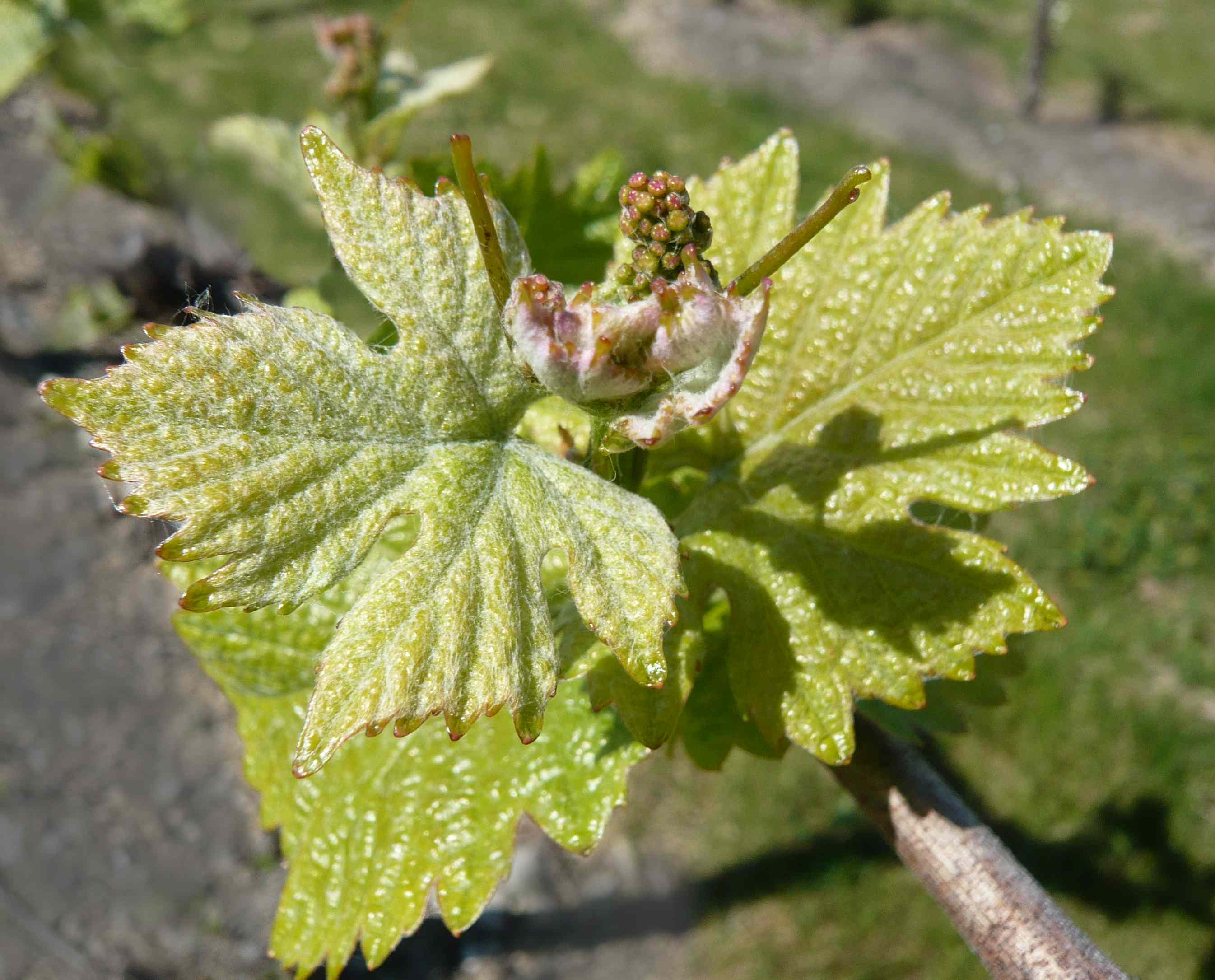
Pinot Noir, vrcholek letorostu a mladé listy

Réva vinná (Vitis vinifera) odrůda Rulandské modré je jednodomá dřevitá pnoucí liána dorůstající v kultuře až několika metrů. Kmen tloušťky až několik centimetrů je pokryt světlou borkou, která se loupe v pruzích. Úponky révy jsou středně dlouhé, umožňují této rostlině pnout se po pevných předmětech. Růst je středně bujný s vodorovnými letorosty. Včelka je bělavě světle zelená, silně ochlupená, s růžovými okraji. Vrcholek letorostu je otevřený, zelený až světle zelený, středně silně bíle vlnatě ochmýřený, slabě pigmentovaný antokyaniny, s růžovým až vínově červeným okrajem. Internodia a nodia jsou zelená, na osluněné straně někdy zelená s červenými pruhy, bez ochmýření, pupeny jsou slabě pigmentované antokyaniny. Mladé lístky jsou na obou stranách slabě bíle vlnatě ochmýřené, světle zelené s jemným zlatavě bronzovým odstínem, velmi slabě pigmentované antokyaniny, apikální lístky mají růžové zoubkování. Jednoleté réví je poměrně tenké, eliptického průřezu, rýhované, červenavě hnědé až tmavě hnědé, v uzlech s fialovým odstínem. Zimní pupeny jsou malé a tupé.
List je malý až středně velký, tvar čepele je okrouhlý, třílaločnatý s mělkými horními bočními výkroji, které jsou otevřené, s oblým dnem, zřídka pětilaločnatý. Vrchní strana čepele listu je středně až silně puchýřnatá, lehce vrásčitá, spodní je hladká, jemně plstnatě ochmýřená. Řapíkový výkroj je lyrovitý, většinou otevřený, někdy mírně překrytý, s ostrým dnem, řapík listu je středně dlouhý, stejně dlouhý či delší, než medián listu, narůžovělý až zelenofialový, žilnatina listu je víceméně bez pigmentace antokyaniny. Podzimní barva listu je žlutá s vínově červenými skvrnami až vínově červená.
Oboupohlavní pětičetné květy v hroznovitých květenstvích jsou žlutozelené, samosprašné. Plodem je malá až středně velká (14–16 mm, 1–1,3 g), kulatá až vejčitá bobule, která je průměrně voskově ojíněná, modrofialová až modročerná, slupka je tenká, dužnina je bez zbarvení, řídká, plné chuti, s 2–3 semeny. Semeno je středně velké, kulovité až hruškovité, zobáček je krátký. Bobule jsou jednotné barvy a velikosti, jejich stopečky jsou krátké a obtížně oddělitelné. Hrozen je malý až středně velký (7–12 × 5–8 cm, 66–120 g), krátce válcovitý, hustý a velmi kompaktní, zřídka s křidélky, s krátkou (do 4 cm), silnou a pevnou, průměrně lignifikovanou stopkou.

## Původ a rozšíření

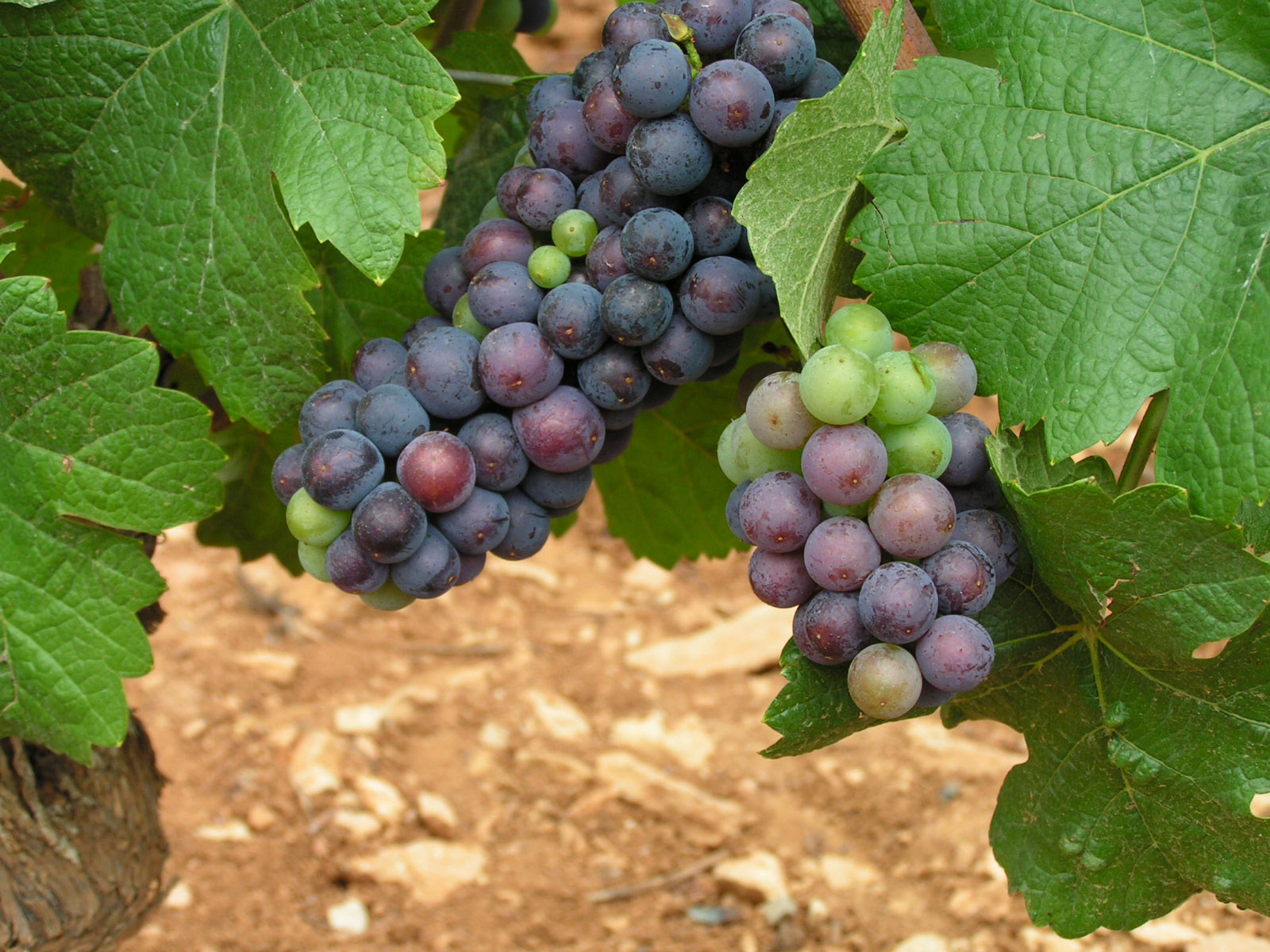
Hrozen Pinot Noir ve Volnay v Burgundsku začátkem srpna, kdy hrozny začínají získávat svou barvu

Rulandské modré je starobylá francouzská moštová odrůda vinné révy (Vitis vinifera). Hypotéza, že je spontánním křížencem odrůd Mlynářka (Pinot Meunier) a Tramín červený je, zdá se být, překonán výsledky novější studie, podle které je naopak Mlynářka pozdější mutací odrůdy Rulandské modré. Z výsledků genové analýzy (Carole P. Meredith, University of California, Davis, 90. léta 20. století) vyplývá, že Rulandské modré je v přímé příbuzenské linii s divokou révou Vitis vinifera, která ve Francii volně rostla ještě koncem 19. století. Tato analýza také potvrdila zásadní rozdíl mezi odrůdou Rulandské modré a odrůdami z jihu Francie, které se z velké části dostaly do Francie s řeckými osadníky.
Původní vlastí odrůdy je pravděpodobně francouzské Burgundsko. Odrůdu zde pěstovali patrně již Římané, v díle „De re rustica“ popisuje Columella (1. stol. po Kr.) odrůdu, která se dá považovat za dnešní Rulandské modré. Záznamy o existenci odrůdy jsou doloženy již ve 4. století v Burgundsku, v 7. století v Porýní a v 9. století v okolí Bodamského jezera, kam ji mimochodem nechal převézt Karel Veliký roku 881. Zmínka o odrůdách skupiny Pinot je i v díle básníka Eustache Deschampse (okolo roku 1300). Z odrůdy RM se vyráběla vynikající červená vína, která Burgundsko proslavila.
V současné době tvoří odrůda kromě Burgundska základ také další velké francouzské vinařské oblasti, a to Champagne, je totiž jednou ze tří odrůd, povolených k výrobě světoznámých šampaňských vín. Pěstuje se ale i v jiných oblastech Francie, například v Alsasku tvoří téměř 8 % veškeré plochy vinic. Roku 2007 byla odrůda ve Francii vysazena na 29 576 hektarech vinic, registrováno je zde 43 klonů.
Z Francie odrůda pronikla do Německa, zejména do jihozápadní oblasti Bádensko-Württembersko. V Německu byla roku 2007 pěstována na 11.820 ha. Z celkové osázené plochy vinic tvoří v Německu rulandské modré téměř 11 %. Odrůda je pěstována v podstatě po celém světě, roku 2005 byla vysazena na cca 60.000 hektarech vinic. Najdeme ji například na Novém Zélandu (4.650 ha roku 2007), v USA (pouze v Kalifornii na 13.350 ha roku 2008), v Austrálii (4.392 ha roku 2007), v Jihoafrické republice (648 ha roku 2007), v Chile (1.382 ha roku 2006), v Itálii (3.538 ha roku 2007), ve Švýcarsku (4.430 ha roku 2007), v Rakousku (na 409 ha roku 2007) atd.
Do Čech dal odrůdu přivézt císař Karel IV. z Francie. Traduje se, že první sazenice věnoval nákladníkům (majitelům) hor viničních v Mělníku za pomoc při potírání lapků na řece Labi. Jeden z mělnických měšťanů povolal vinaře i s rodinami z Burgundska, aby zavedli pěstování odrůdy v Mělníku tak, jak se pěstoval v Burgundsku. Na jedné z mělnických vinic byl do kamene opěrné terasy vytesán nápis Chambertin 1348, tedy letopočet a místo, odkud byla réva do Čech dovezena.
Roku 1935 činil podíl odrůdy Rulandské modré 36 % z celkové plochy vinic ČR. V roce 1994 to bylo již pouze 0,8 % plochy, v roce 2010 pak 4,2 %, roku 2004 u nás byla pěstována na 717 hektarech. Průměrný věk porostů roku 2010 činil 11 let. Po roce 2000 se hojně vysazovala a v současnosti je v Čechách vysazena na Mělnicku, nadprůměrně v litoměřické podoblasti v okolí Mostu, na Moravě pak v okolí Bzence a Mutěnic. Na Slovensku je hojně pěstována v Nitranské oblasti (Topoľčianky), tvoří zde asi 1 % plochy vinic. Ve Státní odrůdové knize České republiky byla odrůda zapsána od roku 1941 do roku 1993 pod názvem Burgundské modré, od roku 1993 je zapsána pod názvem Rulandské modré. Název Burgundské modré se musel změnit na základě rozhodnutí soudu v Haagu vycházejícího z mezinárodní Lisabonské dohody na ochranu označení původu a tehdejšího nesouhlasu vinařské veřejnosti s daleko vhodnějším názvem Pinot Noir, který má odrůda v celém vinařském světě. Udržovateli odrůdy u nás jsou Ampelos-Šlechtitelská stanice vinařská Znojmo, Ing. Alois Tománek, Ing. Miloš Michlovský, Šlechtitelská stanice vinařská Polešovice a ŠSV Velké Pavlovice.

## Název
Označení tří členů skupiny odrůd Pinot názvem „Rulandské“ je paradoxní. Název „Rulandské“ původně vycházel z německého názvu odrůdy Pinot Gris, tedy „Ruländer“. O rozšíření odrůdy Pinot Gris v Německu se totiž zasloužil Johann Seger Ruland ze Speyeru. Ale neexistuje žádný důvod k pojmenování dalších dvou burgundských odrůd jménem tohoto obchodníka. Český název Rulandské pro celou skupinu burgundských odrůd se tak stal světovou raritou. V České republice je povoleno uvádět na etiketě vín odrůdy Rulandské modré i název Pinot Noir.
Mezinárodní název skupiny „Pinot“ vychází z francouzského slova „pin“, v překladu „pinie, borovice“. Hrozen odrůd této skupiny je totiž poměrně malý a velmi kompaktní, svým vzhledem opravdu může připomínat ještě uzavřenou šišku borovice pinie. Přídomek „noir“, tedy česky černý, označuje ve Francii obecně modré odrůdy.
Další, lokálně používaná synonyma odrůdy Rulandské modré jsou : Пино нуар, Пино фран, Пино чёрный, Шпачок, Блау Бургундер, Пино негру, Округла ранка, Пино черен (vše Rusko), Aprofekete, Arbst, A. Blau, A. Blauer, Assmannshäuser, Auvergnat, Auvernas, A. Rouge, Auvernat (Orléans), A. Noir, Auxerra, Berligout, Black Burgundy, B. Morillon, Blauburgunder, Blauer … Arbst (mylně), Augustiner, Burgunder, Claevner, Clevner (Bádensko), Klaevner, Klevner (Bádensko), Nürnberger, Rischling, Spätburgunder, Sylvaner (mylně) …, Bodenseetraube, Böhmischer, Bon Plant, Borgogna Nera, B. Nero, B. Rosso, Bourguignon (Auvergne), B. Noir (Beaujolais), Bruenläubler, Burgunda, Burgundac Crni, B. C. Pozni, Burgunder Blauer, Burgundi Crni (Slovinsko, Chorvatsko, Srbsko), B. Mic (Rumunsko), Burgundské Modré, Cerna Okrugta Banka, C. Ranka, Chambertin (mylně), Champagner, Cherna, Chiavenase, Chiavenna, Chpatchok, Clävner (Bodamské jezero), C. Blau, Clavensis, Clevner, Cortaillod (Švýcarsko), Derice Auvernas Noir, Dickblau, Echter Schwarzblauer Klevner, Elsässer Rot, E. Roth, Fin Noir, F. N. de Toulon, F. Plant Doré, Formentin Noir, Franc Noiren, F. Noirien, F. Pineau, F. Pinot, François Noir, Frischschwarzer, Frühblaue, Frühblauer, Frühschwarzer, Gamais, Genetin de Saint Menin, Gribalet Noir, Große Frühschwarze, Gut Blau, Gutblau, Karapino, Kék Kisburgundi, Kisburgundi Kék, Klävner, Klebroth, Klebrott, Kleinroth, Klevinger, Klevner, K. Kék, Klevner Schwarzblau, Langedet, Maehrchen, Malterdinger, M. Marillon, Marillon Noir, Massoutel, Maurillon, Mensois, Modra Klevanjka, Möhrchen, Mohrenkönigin, Mor Burgunder, Moreote Noir, Morillon, M. Noir, Nagyburgundi, Neyran, Neyron Petit, Noble (Touraine), N. Joué, Noir de Franconier, N. de Versitch, N. Menu, Noiried, Noirien (Jura, Burgundsko), N. Ternent, Noirin, Noirun, Okrugla Ranka, Ordinärer Blauer, O. Rother, Orléans, Petit Bourguignon, P. Noir, P. Noirin, P. Plant Doré (Champagne), P. Vérot, Pignol, Pignola (Itálie), Pignolet, Pignoliga, Pignolo, Pimbart, Pineau, P. de Bourgogne, P. de Chambertin, P. de Gevrey, P. Franc, P. Noir, Pino Ceren, P. Cernii, P. Corni, P. Cornij, P. Go, P. Nero, Pinot …, Clevner, d'Ay, de Chambertin, de Fleury, de Gevrey, de Migraine, Droit, Fin (Francie), Franc Noir, Go, Mare, Mariafeld, Negre, Negru, Nera, Nero, Noir, Salvagnin (Chile), Tinto …, Plant à Bon Vin, P. de Cumières, P. de la Dôle Noir, P. de Saint Martin, P. Doré, P. Fin, P. Médaillé, P. Noble, Raisin de Bourgogne, Raucy, R. Mâle, Roter Assmannshäuser, R. Burgunder, Rother Assmannshäuser, R. Burgunder, Roučí Modré, Rouget, Savagnin, S. Noir (Francie), Samoireau, Samoreau, Samtrot, Saumensois, Saumoireau, Savagnin Noir, Schurzir Riesling, Schwartz Klevner, S. Träuble, Schwarzblauer Klevner, Schwarzer Assmannshäuser, S. Burgunder, S. Klävner, S. Klevner, S. Riesling, S. Süßling, Schwarzklävner, Sevagnin Noir, Shpachok, Small Black Cluster (Anglie), Spacok, Spätburgunder, Später Burgunder, Spätes Möhrchen, Süßedel, Süßling, Süßrot, Süßschwarz, Talvagnère Rouge, Talvagnues Rouges, Ternent, Thalrother, Tinto, Traminer Blau, T. Schwarz, Vert Doré, Vrai Auvernas, Waltertinger.

## Mutace a klony odrůdy
Rulandské modré je odrůda s velkým sklonem k mutacím. Vedle velkého množství registrovaných klonů této odrůdy existuje dnes již celá řada odrůd, které vznikly jako mutace RM. Patří sem odrůdy Pinot Blanc, Pinot Gris, Pinot Précoce Noir, Pinot Meunier, Pinot Liébault, Blauer Arbst, ale i další, burgundské odrůdy Pinot Teinturier a Pinot Tête de Nègre.
Do skupiny odrůd Pinot je pro zajímavost řazena i v Německu roku 1928 nalezená mutace odrůdy Pinot Meunier s názvem Samtrot.
Roku 2007 zveřejnili francouzští vědci v časopise „Nature“ že odrůda Rulandské modré je první odrůdou révy na světě, jejíž genom byl plně sekvenován (přečten, rozluštěn).

## Kříženci odrůdy
Na základě genetické analýzy, provedené roku 1998 na 322 odrůdách vinné révy, bylo zjištěno, že spontánním křížením odrůdy Pinot Noir a Gouais blanc (Heunisch) vznikly odrůdy Aligoté, Aubin Vert, Auxerrois, Bachet Noir, Beaunoir, Chardonnay, Dameron, Franc Noir de la Haute Saône, Gamay Blanc Gloriod, Gamay, Knipperlé, Melon de Bourgogne, Peurion, Romorantin, Roublot či Sacy.
Vedle spontánních křížení vznikly ve 20. století i mnohá cílená novokřížení, ve kterých byla jedním z rodičů odrůda Pinot Noir, snad nejúspěšnější z nich je roku 1925 vyšlechtěná odrůda Pinotage, druhým partnerem při šlechtění zde byla jihofrancouzská odrůda Cinsault.

## Pěstování
Réví vyzrává na 85–90 %, plodnost dřeva je 60–90 %, průměrný počet hroznů na výhon 0,9, na plodonosný 1,4–1,9. Ve vlhkých a uléhavých půdách trpí chlorózou. Poměrně dobře vzdoruje zimním mrazům. Na jarní mrazy je citlivější, neboť raněji raší. Použití podnože SO-4 urychluje dozrávání hroznů, dále jsou vhodné podnože T 5C, 125 AA a K 5BB. Lze využít většinu způsobů vedení. Zvláště vhodné je vysoké vedení se širokými spony a dlouhým řezem. Vyžaduje, aby se vytvořila zásoba starého dřeva, což podmiňuje snížení opadávání květů. Zatížení keřů má činit 10–12 oček na m². Klonovou selekcí se zvýšily výnosy, dnes se pohybují kolem 10t/ha (7–11 t/ha). Cukernatost obvykle přesahuje 20° NM (19–24), obsah kyselin bývá 8 až 12 g/l.

### Fenologie
Středně pozdní odrůda. Vegetační cyklus trvá 141–151 dní při sumě aktivních teplot (SAT) 2670–2800 °C. Doba rašení oček i kvetení je středně raná, raší ve 2. dekádě dubna, kvete v 1. až 2. dekádě června. Zaměkání bobulí začíná v 1. dekádě srpna, sklizňová zralost nastává koncem září až v první polovině října.

### Choroby a škůdci
Odrůda je středně odolná proti plísni révové (Plasmopara viticola), o něco lépe odolává padlí révovému (Uncinula necator). Za vlhkého počasí v době dozrávání je citlivá na plíseň šedá (Botrytis cinerea), hrozny jsou totiž husté a vnitřní bobule často praskají. Je vyhledávána obaleči. Z virových chorob je napadána hlavně svinutkou. Květy vlivem chladného počasí a také u keřů, napadených svinutkou, opadávají.

### Poloha a půdy
Má na polohu vysoké nároky. Nejlepší jsou mírné, jižní, svahovité pozemky s dostatkem slunka. Není vhodná do podřadných svahovitých a rovinatých poloh. Půdy vyžaduje dostatečně hluboké, kypré, vododržné, teplé a záhřevné, vhodné jsou zejména křídové, dále lehčí štěrkovité a hlinitopísčité. Na těžkých půdách dobře rodí, ale vína jsou málo barevná.

## Víno

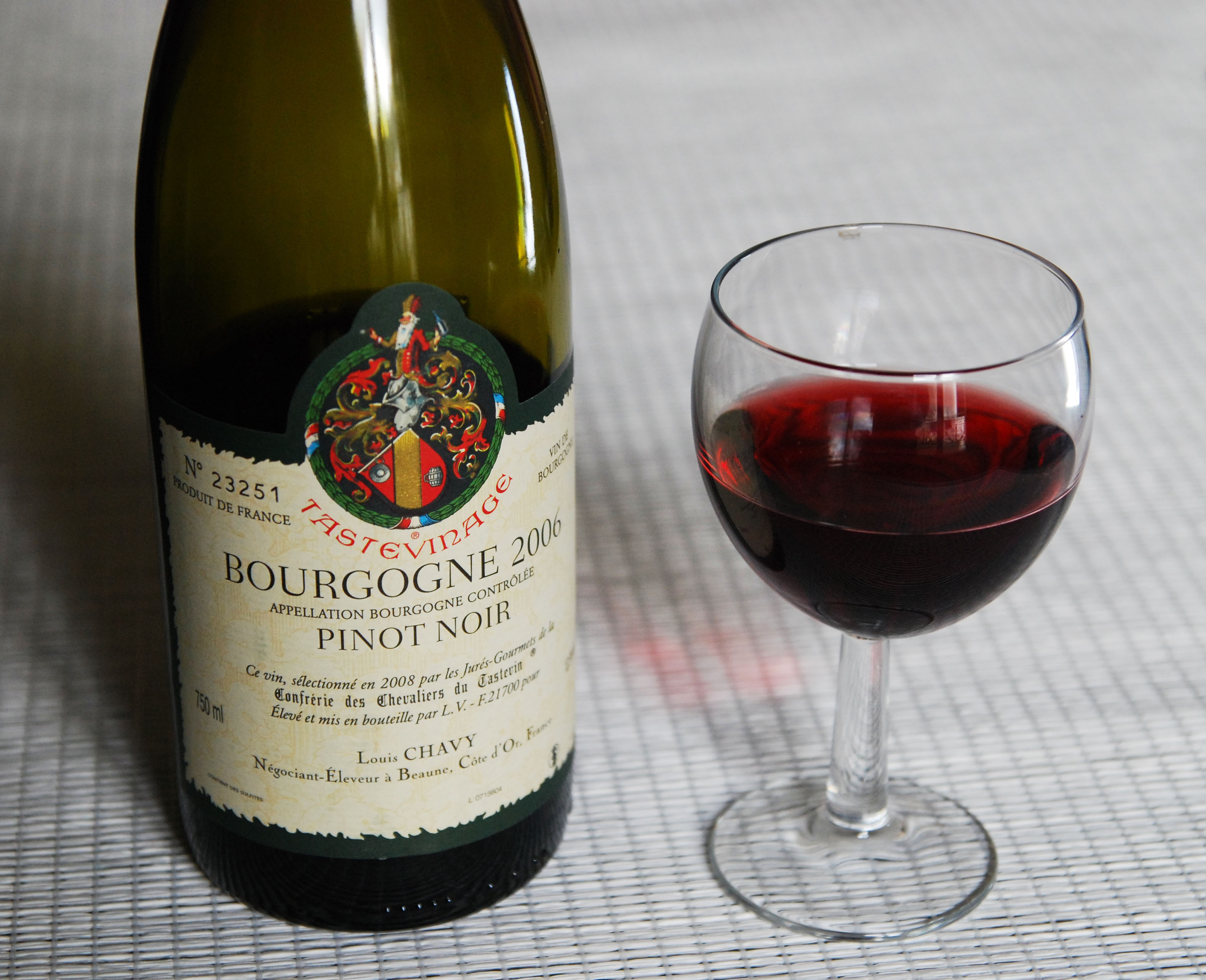
Láhev „burgundského“ se sklenkou vína

Vína RM mívají různý charakter podle oblastí pěstování, ale i podle toho, jak s nimi vinař zachází. Ohromují svou plností, která se zráním zvyšuje. Velmi dobře se hodí k dlouhodobé archivaci. Z odrůdy se ale nedělají jen vína červená. V některých oblastech jsou oblíbená vína růžová, buď pouze odrůdová, nebo ve směsi s odrůdou Rulandské šedé („Badisch Rotgold“).
Slupka bobulí RM obsahuje nižší obsah antokyaninového barviva, a proto se lisováním celých hroznů snadno získají bezbarvá vína – klarety, která jsou součástí základu směsi pro výrobu francouzských klasických šumivých vín Champagne. Směs obsahuje obvykle vína ze dvou až tří ročníků odrůd Chardonnay, Rulandské modré a Mlynářka (Pinot Meunier). Chardonnay dodává směsi jemnost a delikátnost, RM vytváří mohutnost a bohatost dojmu a obohacuje konečný dojem a Pinot Meunier podporuje rychlejší zrání směsi a dráždí chuťové pohárky ušlechtilou kyselinou. Ve vůni se objevuje příznačná jemná „mýdlovinka“ a lákavá svěžest.
Typická vína RM jsou bledě rubínová až cihlově červená, s oranžovým až nazlátlým okrajem u sklenky, ve vůni jsou ovocné, hořkomandlové a kořenité tóny, chuť je plná, víno má nízký obsah kyselin, velmi jemné třísloviny a hebkost při klouzání po jazyku. Ve vůni a chuti můžeme hledat ostružiny, maliny, jahody, švestky, černý rybíz, banány, černé třešně, brusinky, kdoule, hloh, vřes, pivoňky, jasmín, mátu, fialky, ve vyzrálých kůži, kouř hořícího dřeva, tlející listí, datle, fíky, sušené švestky, povidla, jahodový džem, moruše, hořké mandle, hořkou čokoládu, kakao, kávu, hřebíček, ale i zvěřinu a lanýže, jód, mořskou sůl a oříšky, v úpravě barrique se přidává smetanově-vanilkový rozměr. Barikování vín RM však není vždy příliš vhodné, může výrazně pozměnit typický a žádaný odrůdový charakter. Kvalitu a odrůdový charakter získává víno spíše zráním ve starých dubových sudech a delším ležením na láhvi.
Při odpovídajícím zatížení keře poskytuje RM pravidelně hrozny pro přívlastková vína, v lepších ročnících i pro vína s přívlastkem výběr z hroznů a výběr z bobulí. Taková vína se v celosvětovém měřítku považují za velmi kvalitní a cenná.

### Stolování
Vyzrálá červená vína rulandského modrého se podávají v širokých „břichatých“ pohárech a platí pro ně pravidlo, které říká, že čím starší víno je, tím objemnější pohár zvolíme, pohár se plní pouze do pětiny až čtvrtiny celkového objemu, aby se široká hladina vína mohla dobře provzdušnit. Archívní vína lze podávat bez pokrmů, k tichému obdivu jejich vůní a skladby a k meditování s přáteli. Mladší vína se při stolování předkládají k pečeným masům, jemným úpravám zvěřiny i jiných tmavých mas, pernaté zvěři, nadívané drůbeži a doporučují se rovněž k pokrmům z hub a k mnoha druhům sýrů. Jsou skvělá také k delšímu posezení s malým zákuskem.